# 甲賀市立多羅尾小学校
甲賀市立多羅尾小学校（こうかしりつ たらおしょうがっこう）は、滋賀県甲賀市にある市立の小学校。

## 所在地
- 滋賀県甲賀市信楽町多羅尾2012番地[1]

## 沿革
- 明治7年9月1日 - 平楽寺（多羅尾78番地）に多羅尾村立学校が設立[2]
- 明治7年10月 - 潤澤小学校に改称
- 明治19年9月 - 多羅尾学校に改称
- 明治25年7月 - 多羅尾尋常小学校に改称
- 大正11年4月1日 - 多羅尾尋常高等小学校に改称
- 昭和16年4月 - 多羅尾国民学校に改称
- 昭和22年4月1日 - 多羅尾村立多羅尾小学校に改称
- 昭和29年9月1日 - 信楽町立多羅尾小学校に改称
- 平成16年10月1日 - 甲賀市立多羅尾小学校に改称

## 校区
この小学校の校区は以下の通り。
信楽町多羅尾

## 学校教育目標
地域とともに 未来を拓く 心豊かで たくましい 子どもの育成
- 社会に挑む　夢・自尊感情・力　を蓄えた子ども
  - 確かな学力をはぐくむ学校
  - みんながワクワクする学校
  - みんなが誇りに思える学校・地域
  - 安全・安心・信頼のある学校・地域

## 学校の特徴
多羅尾小学校では1988年（昭和63年）から毎年秋に全校生徒でオペレッタが公演される。
- 豊かな自然環境[6]
- 個に応じた指導の徹底
- 居心地のよい居場所
- 豊かな表現力とコミュニケーション能力の育成
- 集合学習

## 主な卒業生
- 森川温子（2003年3月卒業）、ミュージカル俳優